# 龍泉寺 (山口市)
龍泉寺（りゅうせんじ）は、山口県山口市にある浄土真宗本願寺派の寺院。

## 概要
山口県山口市前町の石州街道沿いにある浄土真宗の寺院。

## 歴史
寺伝によると、弘法大師が806年（大同元年）に蘭若な寺院として始まり、後に浄土真宗に改めた。
大内義興（おおうちよしおき）が足利義稙（あしかがよしたね）を山口に招いた際に、大内義興が病に倒れた。一人の老僧が大内義興に小壺の水を注ぎながら、真言を唱えたところ治癒された。1525年（大永5年）、足利義稙が大内義興に龍泉寺と勅額を下したとされている。
1864年（元治元年）5月1日に公家の四条隆謌が入り、次いで5日にやはり公家の東久世通禧も龍泉寺に入る。 
龍泉寺は東久世通禧と四条隆謌の二卿が11月まで仮寓したため、「前町御殿」と呼ばれる。
この間、住職一家は向かいの廣瀬家（廣瀬政祐の家）に仮寓していた。
1864年（元治元年）5月8日に錦小路頼徳の遺体が下関から運ばれ、長州藩の毛利元徳を喪主として葬儀が営まれる。
1864年（元治元年）6月16日涼台が落成。
1866年（慶応2年）5月16日から7月30日まで、笠間藩の儒学者である加藤桜老の仮寓先になる。
1938年（昭和13年）に国家総動員法が公布され、11月末に種田山頭火は山口市小郡の其中庵（ごちゅうあん）から龍泉寺の上隣の四畳一間に移り風来居（ふうらいきょ）と呼び中原中也の慕う若き詩人たちと交流した。

## 境内
- 「東久世卿四条卿寄寓之旧跡」の碑東久世卿,四条卿寄寓之旧跡の碑

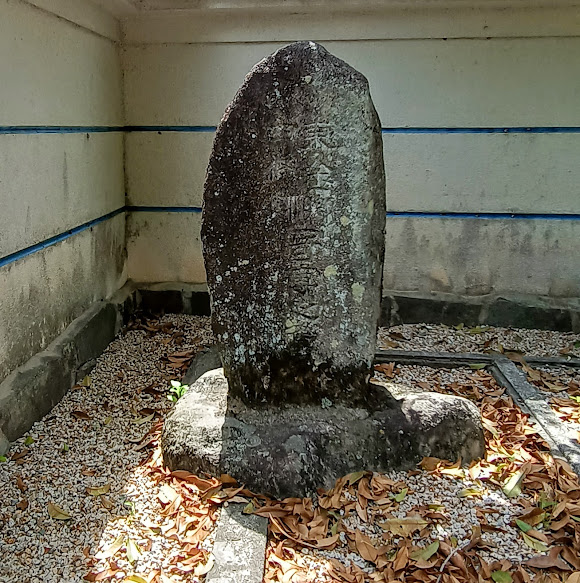
東久世卿,四条卿寄寓之旧跡の碑

- 小島種多（馗勢三郎）の墓 - 対馬藩士であり四条隆謌の従士[6]。

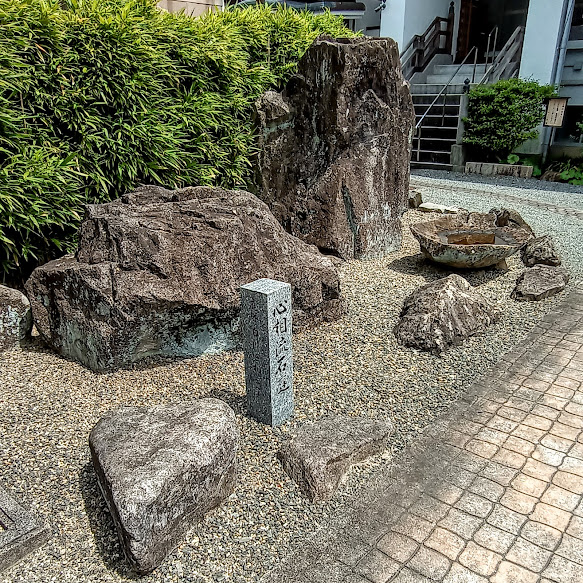
庭師　白川心相が寄進した石庭

- 心相流石庭（庭師 白川心相 寄進）庭師　白川心相が寄進した石庭

## 宝物
- 鐵體三寸大
- 大勢至菩薩
- 弘法大師より歸朝の際に留め置かれたもの
- 花形の硯（大内義興の愛用品）
- 鐵鉢(徑五寸)
- 匙
- 制札

## 周辺施設
- 湯田御茶屋跡（湯別当野原跡）
- 七卿遺蹟之碑（井上公園）
- 熊野神社(山口市熊野町）
- 赤妻神社（山口市赤妻町）
- 錦小路頼徳の墓（赤妻神社の敷地内）
- 風来居（種田山頭火）
- 圓龍寺

## 関連事項
- 山口市立湯田小学校発祥地

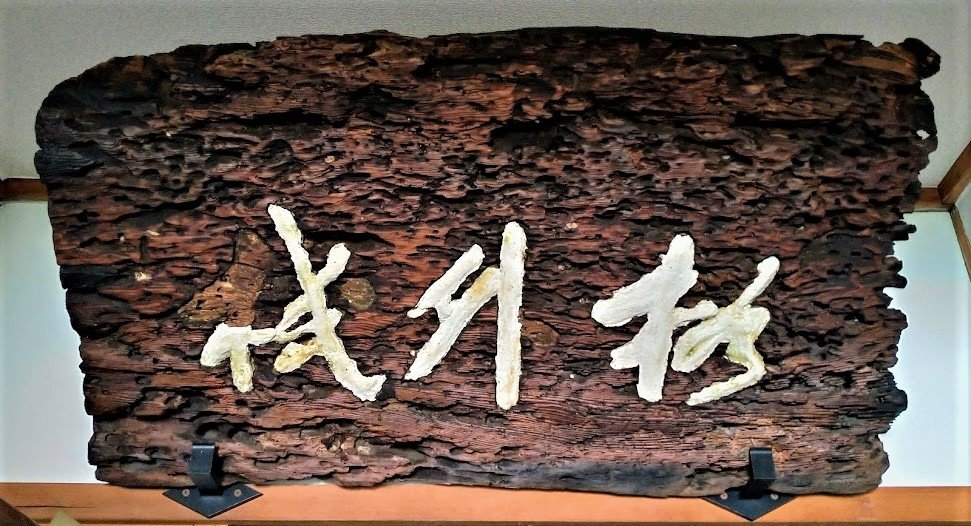
寺子屋開設時の看板（龍泉寺内所蔵）

1843年（天保14年）、僧侶の早笋瑞然は龍泉寺の境内に寺子屋を開き、小学としては、1872年（明治5年）の学制発布により吉敷の前原騰馬（日本女子大学創設者、成瀬仁蔵の叔父）が矢原の今井に開いてた寺小屋と合併して1873年（明治6年）に湯田小学が開設され1877年（明治10年）まで本堂を借り受けて最初の校舎として利用されて今日の山口市立湯田小学校に至っていることから、龍泉寺は湯田小学校の発祥地とされる。
その当時、教えていた学科は読書算術・習字。1871年（明治4年）の生徒数は男45人、女25人。